# The Truman Show
The Truman Show is een Amerikaanse film uit 1998, geregisseerd door Peter Weir. De film is geschreven door Andrew Niccol en heeft Jim Carrey in de hoofdrol. Het verhaal is gedeeltelijk gebaseerd op een verhaal van Philip K. Dick uit 1959, Time Out of Joint en op een aflevering uit de populaire sciencefictionserie Twilight Zone (A World of Difference). Hoofdpersoon Truman Burbank speelt zonder het te weten de hoofdrol in een realitysoap, alles om hem heen is decor en zijn 'naasten' acteren die rol slechts.
De film was zowel financieel als qua recensies een succes. De film won drie Golden Globes en was genomineerd voor drie Oscars.

## Verhaal
De film speelt zich af in een wereld waarin een stad is gebouwd als decor voor een realitysoap. Alle 'bewoners' zijn acteurs, behalve één iemand: Truman Burbank (Carrey), de hoofdrolspeler van de show. Hij is er als enige niet van op de hoogte dat hij in een nagemaakte wereld leeft omdat hij voor zijn geboorte is geselecteerd uit een aantal ongewenste zwangerschappen en 'geadopteerd' door het bedrijf dat de show exploiteert. De wereld om hem heen, het eiland met daarop zijn woonplaats Seahaven, is in werkelijkheid een groot, koepelvormig gebouw in Hollywood waarin zon, maan en weer gesimuleerd worden. Het is daarmee tevens het grootste gebouw ter wereld. Trumans geestelijk 'vader' Christof (gespeeld door Ed Harris), bevindt zich in een controlekamer in de maan, waarvandaan hij Trumans leven en de show kan overzien. Trumans baan bij een verzekeraar, en alle andere aspecten van zijn leven, zijn stuk voor stuk in scène gezet. Om te voorkomen dat Truman uit de wereld zou willen ontsnappen, is de dood van zijn fictieve vader (bij een zeilongeluk) in scène gezet, zodat Truman watervrees ontwikkelde. Bovendien prijzen alle media Seahaven en het leven thuis, terwijl de gevaren van reizen en vreemde streken worden benadrukt. Een trouwe schare kijkers volgt ieder moment van Trumans doen en laten.
Zelfs Trumans huwelijk met zijn vrouw Meryl is in scène gezet. Truman wordt verliefd op Sylvia, een figurante, maar zij mag van Christof niet met hem praten. Het is namelijk de bedoeling dat Meryl met hem trouwt. Uiteindelijk komen Sylvia en Truman toch met elkaar in contact en zoenen ze zelfs. Niet lang daarna worden ze gesnapt door Sylvia’s ‘vader’ met het excuus dat ze naar Fiji gaan emigreren. Wetende dat ze zal worden afgevoerd van de set grijpt Sylvia haar kans en zegt ze tegen Truman dat zijn leven opgezet spel is. Ze sluit zich aan bij een protestbeweging, die vindt dat Truman een gevangene is en vrij moet worden gelaten.
Dertig jaar lang had Truman geen idee dat zijn leven een realityserie is, maar langzaamaan merkt hij dat zijn leven een geregisseerde farce is. Zo valt er een studiolamp uit de hemel en prijzen zijn vrouw en een aantal andere acteurs voortdurend alledaagse producten aan (in werkelijkheid sluikreclame voor de kijkers). Ook beregent een bui alleen Truman zelf en blijkt het hem zelfs te volgen op het moment dat hij een paar stappen zijwaarts doet. Op een dag hoort hij via zijn eigen autoradio per ongeluk een studioteam verslag doen van zijn doen en laten. Truman realiseert zich dat alles en iedereen met zachte dwang zijn levenspad probeert te manipuleren en hem ontmoedigt het eiland te verlaten. Op een dag komt Truman zijn dood gewaande vader tegen. De acteur was de filmset binnengedrongen en had zich verkleed als zwerver. Hij wordt snel afgevoerd, terwijl Truman door andere acteurs wordt gehinderd de achtervolging in te zetten.
Al deze factoren zetten een grote spanning op het huwelijk. Truman raakt geïrriteerd over zijn leven dat hem steeds onechter voorkomt, en over de voortdurende pogingen en argumenten hem in Seahaven te houden. Meryl krijgt hierdoor steeds meer moeite met haar rol, aangezien het haar alleen om het geld en de roem te doen was en ze Truman eigenlijk niet eens mag. Truman besluit een ontsnappingspoging te wagen, maar opnieuw lijkt alles en iedereen tegen hem te zijn. De wegen staan van het een op het andere moment vol files, vliegtickets zijn uitverkocht, een bus krijgt panne en in de omgeving breken bosbranden en nucleaire ongevallen uit. Truman wordt hardhandig opgepakt en teruggebracht naar zijn huis, 'voor zijn eigen veiligheid'. Tijdens de worsteling in het bos blijkt dat alle bomen in loodrechte lijnen staan.
Meryl kan de stress niet meer aan en trekt zich terug in de vorm van een door Christof geregisseerde 'breuk in het huwelijk'. Christof probeert, nu Meryl heeft afgedaan, Truman op het eiland te houden door zijn vader te herintroduceren. Een emotionele hereniging vindt plaats tussen vader en zoon, en de show lijkt de draad weer te kunnen oppakken. Christof maakt plannen om Truman aan een andere vrouw te koppelen en Truman lijkt het spelletje mee te spelen. De poging van Christof is tevergeefs: Truman sluit zich op in de kelder en ontsnapt uiteindelijk opnieuw, ditmaal via een geheime tunnel.
Christof is gedwongen de uitzending voor het eerst in de geschiedenis van de show te onderbreken. Alle acteurs kammen het eiland uit, totdat blijkt dat Truman zijn vrees voor water heeft overwonnen en met een zeilbootje het ruime sop heeft gekozen. Christof probeert Trumans ontsnappingspoging te dwarsbomen door een storm op te wekken en de boot te laten kapseizen, maar Truman weet het te doorstaan en Christof besluit op te geven. Hij wil Truman immers niet doden, maar slechts op het eiland houden. Truman arriveert bij de rand van de studiokoepel, en ontdekt een trap en een deur met 'exit' erboven. Wanneer Truman de deur door wil gaan, spreekt Christof hem rechtstreeks toe vanuit de maan met het krachtige geluidsysteem. Hij probeert Truman te overtuigen in de koepel te blijven: hij heeft er immers een goed en prinsheerlijk leventje en in de buitenwereld is zijn bestaan een stuk onzekerder. Truman denkt kort na en besluit dan alsnog de wijde wereld in te trekken, waar Sylvia op hem wacht. Truman neemt afscheid met de woorden waarmee hij altijd de buren gedag zegt: 'In case I don't see you... good afternoon, good evening, and good night!' Vervolgens maakt hij een sierlijke buiging naar het publiek en gaat de deur door. Christof ziet zich gedwongen de show voorgoed te beëindigen en de kijkers grijpen naar de afstandsbediening, zich afvragend wat er verder nog op TV is.

## Rolverdeling
| Acteur            | Personage                      |
| ----------------- | ------------------------------ |
| Jim Carrey        | Truman Burbank                 |
| Laura Linney      | Meryl, Trumans "vrouw"         |
| Noah Emmerich     | Marlon, Trumans "beste vriend" |
| Natascha McElhone | Lauren/Sylvia                  |
| Holland Taylor    | Trumans "moeder"               |
| Brian Delate      | Trumans "vader" (Kirk)         |
| Blair Slater      | Jonge Truman                   |
| Peter Krause      | Lawrence, Trumans baas         |
| Heidi Schanz      | Vivien                         |
| Ron Taylor        | Ron                            |
| Don Taylor        | Don                            |
| Ted Raymond       | Spencer                        |
| Ed Harris         | Christof, bedenker van de show |

## Achtergrond

### Productie
The Truman Show begon als een kort scenario geschreven door Andrew Niccol, getiteld The Malcolm Show. Hij schreef dit scenario in mei 1991. Niccols scenario had meer weg van een sciencefictionthriller, met een verhaal dat zich afspeelt in New York. In het najaar van 1993 kocht producent Scott Rudin het scenario voor iets meer dan 1 miljoen dollar. Paramount Pictures zag wel wat in het verhaal en stemde toe de film te financieren, op voorwaarde dat Niccol de regie op zich zou nemen. Dit zou zijn regiedebuut betekenen. Paramount kwam later terug op deze deal omdat Niccol een budget van 80 miljoen dollar wilde. Bovendien was Paramount van mening dat de film succesvoller zou worden als een ervaren regisseur de film zou regisseren. Niccols contract werd afgekocht en Brian De Palma werd benaderd als regisseur. Hij vertrok in maart 1994 echter bij de United Talent Agency. Andere regisseurs die door Paramount werden overwogen waren Tim Burton, Terry Gilliam, Barry Sonnenfeld en Steven Spielberg. Begin 1995 viel de keuze op Peter Weir.
Paramount omschreef The Truman Show als "de duurste artistieke film ooit gemaakt". Paramount wilde bovendien dat de film komischer en minder dramatisch zou worden dan aanvankelijk gepland. Weir deelde deze mening; volgens hem was Niccols scenario te duister. Niccol herschreef het scenario daarom. In totaal leverde hij 16 versies in voordat Weir tevreden was. Later in 1995 werd Jim Carrey gekozen voor de hoofdrol. Omdat hij echter ook al een contract had voor The Cable Guy en Liar Liar kon hij pas een jaar later beginnen met de opnames. Weir vond Carrey echter dermate geschikt voor de rol dat hij wel bereid was de productie een jaar uit te stellen. In de tussentijd schreef Weir alvast een boek over de fictieve geschiedenis van de show die in de film centraal staat.
Weir bezocht verschillende locaties in Oost-Florida, maar vond deze ongeschikt als locatie voor zijn film. De scènes in het plaatsje Seahaven zouden volgens hem opgenomen moeten worden in geluidsstudio's van Universal Studios. Dankzij zijn vrouw kwam Weir uiteindelijk in Seaside terecht, en maakte hier de definitieve filmlocatie van. Het grootste deel van de film werd in Seaside opgenomen, met extra opnames in Paramount Studios in Los Angeles. Het uiterlijk van de film werd deels bepaald door schilderijen en prentbriefkaarten van Norman Rockwell uit de jaren 60.
Weir zag The Truman Show als een kans om de techniek van vignettering, die vooral populair was in de tijd van de stomme film, nieuw leven in te blazen. Ook liet hij zich inspireren door televisiereclames over hoe het beeld eruit moest zien. De mensen die verantwoordelijk waren voor de visuele effecten vonden volgens eigen zeggen de film lastig te maken, daar in 1997 veel bedrijven de overstap probeerden te maken naar digitale animatie. Digitale animatie werd onder andere gebruikt om enkele gebouwen in de film te tekenen.
Weir besteedde veel aandacht aan details om de film geloofwaardig te maken. Zo heeft Truman bij zijn maaltijden een potje vitamines omdat hij door het gebrek aan natuurlijk zonlicht ook een gebrek aan vitamine D heeft. De bomen in het bos staan in loodrechte lijnen. De werknemers van Seahaven maken veel fouten bij hun werk, omdat ze immers acteurs zijn. Een medewerkster van het reisbureau heeft nog een servet onder haar kin van het opmaken in de studio en moffelt deze weg. Een plantsoenmedewerker prikt met zijn prikker lukraak in de lucht vlak boven de straat, omdat er geen afval ligt. En Trumans vriend Marlon verwijst naar een periode waarin hij als kind een maand ziek was, wat waarschijnlijk een gecamoufleerde vakantie van de set was. Met een soortgelijke smoes over emigreren naar Fiji werd ook Sylvia van de set verwijderd.

### Filmmuziek
De muziek van de film werd gecomponeerd door Burkhard Dallwitz. Het album omvat de volgende nummers:
1. Trutalk
2. It's a Life
3. Aquaphobia
4. Dreaming of Fiji
5. Flashback
6. Anthem - Part 2
7. The Beginning
8. Romance-Larghetto
9. Drive
10. Underground
11. Do Something!
12. Living Waters
13. Reunion
14. Truman Sleeps
15. Truman Sets Sail
16. Underground/Storm
17. Raising the Sail
18. Father Kolbe's Preaching
19. Opening
20. A New Life
21. 20th Century Boy (uitgevoerd door The Big Six)

### Thema's
Benson Y. Parkinson van de Association for Mormon Letters vergeleek het personage Christof met een Antichrist. Vanuit meer hoeken werd beweerd dat de film religieuze thema's zou aansnijden. Zo zou de slotconferentie tussen Truman en Christof vergelijkbaar zijn met het gesprek tussen Mozes en God in de Bijbel.
Een ander thema in de film is de echtheid van realitysoaps. Volgens Popular Mechanics gaf The Truman Show goed weer hoe veel realitysoaps, zoals Big Brother, feitelijk in scène gezet zijn. Tevens werden er parallellen getrokken met The Joe Schmo Show; een realitysoap waarin ook één man werd gevolgd in een leven waarin voor de rest alle mensen om hem heen betaalde acteurs waren. Het enige verschil was dat in deze serie de hoofdpersoon wist dat het slechts fictie was en de camera's kon zien. De film speelt tevens in op de macht van de media, en hoe de media invloed hebben op het alledaagse leven.
Een andere parallel werd getrokken tussen de film en Thomas Mores boek Utopia uit 1516. Dit boek verhaalt over een eiland dat schijnbaar de perfecte samenleving bevat, en waar men alleen kan komen via een gevaarlijke zeeroute waarvan alleen de bewoners van het eiland weten hoe ze daar veilig doorheen kunnen varen. De gemeenschap Seahaven is feitelijk ook zo; er zijn maar een beperkt aantal toegangswegen de studio in en uit, en het wordt Truman extra lastig gemaakt deze te bereiken.

### Truman Show-waan
De The Truman Show Delusion is een psychologische waan waarbij de patiënt denkt dat zijn/haar leven een geënsceneerde realitysoap is. Deze waan is niet erkend als psychische aandoening in de DSM maar heeft door de film wel bekendheid gekregen. Door de film meldden zich meer patiënten. Toen Andrew Niccol, de schrijver van het scenario, van deze aandoening hoorde gaf hij als reactie You know you've made it when you have a disease named after you.

### Uitgave en ontvangst
The Truman Show zou eigenlijk in augustus 1998 in première gaan, maar Paramount wilde de première uitstellen tot Kerstmis. Uiteindelijk werd de première juist vervroegd naar juni 1998.
In het eerste weekend bracht de film $31.542.121 op. De totale wereldwijde opbrengst kwam uit op $264.118.201. Daarmee was The Truman Show de op 10 na meest succesvolle film van 1998.
Ook qua recensies was de film een succes. Op Rotten Tomatoes kreeg de film 95% aan goede beoordelingen. Metacritic gaf de film een score van 90. Roger Ebert vergeleek de film met Forrest Gump en was van mening dat The Truman Show de perfecte balans had tussen komedie en drama. Ook was hij onder de indruk van Jim Carrey, die tot dusver vooral bekend was van komedies. James Berardinelli prees de film om het feit dat het eens iets anders was dan de doorsnee kaskraker, die het vaak moeten hebben van de speciale effecten.

## Prijzen en nominaties
The Truman Show won in totaal 29 prijzen, en werd voor nog eens 37 andere prijzen genomineerd.
Onder de nominaties bevonden zich drie Oscars: beste mannelijke bijrol (Ed Harris), beste regisseur en beste scenario. De film won echter geen van drieën.
Enkele noemenswaardige prijzen die de film won zijn:
- 2 ASCAP Awards
- 2 Saturn Awards
- 2 reguliere BAFTA Film Award en de David Lean Award for Direction
- De Blockbuster Entertainment Award voor favoriete bijrol (Ed Harris)
- De Bogey Award
- De CFCA Award voor beste originele muziek
- 3 Golden Globes
- De Hugo Award voor beste dramatische presentatie
- 2 ALFS Awards
- De MTV Movie Award voor beste acteur (Jim Carrey)